# 崔维亭
崔维亭（1922年—2004年12月27日），山西襄垣相家庄村人。中华人民共和国政治人物。

## 生平
1938年4月加入中国共产党。1938年3月-1946年7月，历任襄垣牺盟会、襄垣县委工作员、特派员、秘书、组织部长、县长、县委书记等职；1946年8月至1980年6月，分别到河北邢台市二区、河南省唐河县、商丘地委、洛阳第一拖拉机厂、农机部洛阳设计院、河南省生产指挥部工业组、河南省计委工作，历任区委书记、县委书记、秘书长、副厂长、副局长、党委书记兼院长、副主任、主任、党组书记等职；1980年3月-1982年4月，任中共洛阳市委书记；1982年5月，任河南省人民政府副秘书长、中共十二大代表、省顾委委员。2004年12月27日，在郑州逝世，享年83岁。